# 海森堡模型
海森堡模型（英語：Heisenberg model）是一個自旋系統的統計力學的模型，常被用來研究磁性系統和強關聯電子系統中的相變與臨界點的現象（临界现象）。在量子力學發展初期，海森堡首先提出自旋與自旋之間可能存在交互作用，其數學形式是兩個自旋角動量的內積{\displaystyle {\vec {S}}_{i}\cdot {\vec {S}}_{j}}。海森堡模型的哈密頓算符是這些內積的總和。
{\displaystyle H=\sum _{ij}J_{ij}{\vec {S}}_{i}\cdot {\vec {S}}_{j}}
其中自旋角動量的{\displaystyle x}、{\displaystyle y}、{\displaystyle z}三個分量之間的互易關係為 {\displaystyle [S_{i}^{\alpha },S_{j}^{\beta }]=i\hbar \delta _{ij}\epsilon _{\alpha \beta \gamma }S_{j}^{\gamma }}，{\displaystyle \hbar }為普朗克常數除以 {\displaystyle 2\pi }，為了方便以下討論假設 {\displaystyle \hbar =1}。如果只考慮最近鄰的自旋才存在交互作用，且交互作用的強度{\displaystyle J_{ij}}都均等，則哈密頓算符簡化為
{\displaystyle H=J\sum _{\langle i,j\rangle }{\vec {S}}_{i}\cdot {\vec {S}}_{j}=J\sum _{\langle i,j\rangle }\left(S_{i}^{x}S_{j}^{x}+S_{i}^{y}S_{j}^{y}+S_{i}^{z}S_{j}^{z}\right)}
可定義上昇算符 {\displaystyle S^{+}}和下降算符 {\displaystyle S^{-}}，
{\displaystyle S^{\pm }=S^{x}\pm iS^{y}}
則哈密頓算符可寫成
{\displaystyle H=J\sum _{\langle i,j\rangle }\left[{\frac {1}{2}}\left(S_{i}^{+}S_{j}^{-}+S_{i}^{-}S_{j}^{+}\right)+S_{i}^{z}S_{j}^{z}\right]}
相較於易辛模型，海森堡模型除了考慮自旋 {\displaystyle z}軸方向上的耦合以外，還考慮了 {\displaystyle x}和 {\displaystyle y}軸方向上的耦合，由於 {\displaystyle [S_{i}^{\alpha },S_{j}^{\beta }]=i\delta _{ij}\epsilon _{\alpha \beta \gamma }S_{j}^{\gamma }}，這使研究海森堡模型必須考慮量子力學。

## 一維海森堡模型
考慮 {\displaystyle N}個自旋排成一列，耦合強度 {\displaystyle J\equiv 1}，一維海森堡模型的哈密頓算符就寫成
{\displaystyle H=\sum _{j=1}^{N}{\vec {S}}_{j}\cdot {\vec {S}}_{j+1}=\sum _{j=1}^{N}\left[{\frac {1}{2}}\left(S_{j}^{+}S_{j+1}^{-}+S_{j+1}^{+}S_{j}^{-}\right)+S_{j}^{z}S_{j+1}^{z}\right]}
如果是自旋-1/2的一維海森堡模型，在熱力學極限下({\displaystyle N\rightarrow \infty })，基態能量可利用貝特擬設方法求得 {\displaystyle e_{0}=-\ln 2+{\frac {1}{4}}}。

### 霍爾丹的猜想
自旋半奇整數（{\displaystyle S={\frac {1}{2}}}、{\displaystyle S={\frac {3}{2}}}、{\displaystyle S={\frac {5}{2}}}、...）和整數（{\displaystyle S=1}、{\displaystyle S=2}、{\displaystyle S=3}、...）的一維海森堡模型有不同的性質。在熱力學極限下，自旋半奇整數的反鐵磁一維海森堡模型的基態沒有自旋能隙。鄧肯·霍爾丹提出自旋整數的反鐵磁一維海森堡模型的基態都存在自旋能隙，後來被稱為「霍爾丹的猜想」。
奇數（symmetry protected topological）和偶數（trivial）。

## 二維海森堡模型
Kagome晶格中的自旋液體。

## 各向異性
在磁性材料中，磁矩（或自旋）之間的交互作用除了用各向同性的（isotropic）海森堡模型描述以外，還可能出現一些各向異性（anisotropy）。當材料中有較強的自旋-軌道耦合時，常造成自旋 {\displaystyle x}、{\displaystyle y}、{\displaystyle z}軸上的耦合強度不同，此時哈密頓算符改寫為
{\displaystyle H=J_{x}\sum _{\langle i,j\rangle }S_{i}^{x}S_{j}^{x}+J_{y}\sum _{\langle i,j\rangle }S_{i}^{y}S_{j}^{y}+J_{z}\sum _{\langle i,j\rangle }S_{i}^{z}S_{j}^{z}}
被廣泛研究的海森堡模型類型的模型是XXZ模型，也就是 {\displaystyle J_{x}=J_{y}\neq J_{z}} 的情形，一維自旋-1/2的XXZ模型可利用貝特擬設嚴格求解。
當磁矩（或自旋）大於1/2，真實材料中通常還可能出現另一種形式的各向異性，由晶格場造成的單離子各向異性，其數學形式為 {\displaystyle D(S^{z})^{2}+E[(S^{x})^{2}-(S^{y})^{2}]}，其中{\displaystyle D}項和{\displaystyle E}項分別稱為單軸的和菱形的單離子各向異性。因此在磁性材料中常被用來討論的理論模型寫成XXZ模型加上單離子各向異性，
{\displaystyle H=\sum _{\langle i,j\rangle }(S_{i}^{x}S_{j}^{x}+S_{i}^{y}S_{j}^{y}+\Delta S_{i}^{z}S_{j}^{z})+D\sum _{j}(S_{j}^{z})^{2}+E\sum _{j}[(S_{j}^{x})^{2}-(S_{j}^{y})^{2}]}
當 {\displaystyle \Delta =1} 且 {\displaystyle D=E=0}，模型回歸到各向同性的海森堡模型。

## 阅读
- R.J. Baxter, Exactly solved models in statistical mechanics, London, Academic Press, 1982
- W. Heisenberg. Zur Theorie des Ferromagnetismus. Zeitschrift für Physik 49 (1928): 619-636.
- H. Bethe, Zur Theorie der Metalle, Zeitschrift für Physik A, 1931 doi:10.1007/BF01341708